# Надія (Вознесенський район)
Надія (до 2025 року — Надеждівка) — село в Україні, у Братській селищній громаді Вознесенського району Миколаївської області. Населення становить 339 осіб. До 2020 року орган місцевого самоврядування —  Новокостянтинівська сільська рада.

## Історія
Станом на 1886 рік у селі Братської волості Єлисаветградського повіту Херсонської губернії мешкало 524 особи, налічувалось 98 дворових господарств.
05 червня 2025 року відповідно до Постанови Верховної Ради України № 4483-IX село Надеждівка було перейменовано на село Надія. Постанова набула чинності 18 червня 2025 року.

### Археологія
Поблизу села виявлено залишки поселення скіфського часу.

## Населення
Згідно з переписом УРСР 1989 року чисельність наявного населення села становила 335 осіб, з яких 142 чоловіки та 193 жінки.
За переписом населення України 2001 року в селі мешкало 339 осіб.

### Мова
Розподіл населення за рідною мовою за даними перепису 2001 року:
| Мова       | Кількість | Відсоток |
| ---------- | --------- | -------- |
| російська  | 260       | 76.7%    |
| українська | 79        | 23.3%    |
| Усього     | 339       | 100%     |